# 行形松次良
行形 松次良（いきなり まつじろう、1884年〈明治17年〉7月1日 - 没年不明）は、日本の料理業者、行形亭主、新潟県多額納税者。旧姓・清水。

## 経歴
新潟県人・清水清一郎の三男。先代・松次良の養子となり、1923年に家督を相続し前名・孫作を改め襲名する。「行形亭」と称し料理業、割烹業を営む。

## 人物
人柄は「世故に長け、義侠心に富む」。趣味は旅行。宗教は仏教。住所は新潟市西大畑町。
貴族院多額納税者議員選挙の互選資格を有する。

## 家族
行形家
- 養父・松次良（1859年 - ?、前名・助三郎、行形亭、割烹業）[8] - 新潟県・清水惣助の二男[8]。
- 養母[4][5]
- 妻・ヨシ（1884年 - ?、養父・松次良の養子）[4]
- 長男・松次良（1910年 - ?、前名・芳郎、行形亭、料理業） - 1932年に家督を相続し前名・芳郎を改め襲名する[9]。住所は新潟市西大畑町[9]。